# Бакенбарди (фільм)
«Бакенбарди» (рос. «Бакенбарды») — російська радянська комедія режисера Юрія Мамина. Картина знята у 1990 році на «Ленфільмі» кіностудією «Голос».
За сюжетом, у занепале містечко прибуває інтелігент-просвітник, шанувальник Пушкіна. Він згуртовує навколо себе покидьків суспільства, прагнучи перевиховати їх на інтелектуальну еліту.

## Сюжет
У Ленінграді пристрасний шанувальник Пушкіна, Віктор, читає посеред вулиці вірші, проте його ніхто не слухає. Тим часом у занепалому містечку Заборськ міліція не може дати ради молоді. Діти митців і можновладців входять до аморальної групи «Капелла» (аналог панків), що шокує всіх блюзнірською поведінкою, епатажем та перформансами. Їм протистоять «Бивні» — діти пролетарів, жорстокі та тупі прихильники спорту (аналог люберів).
Віктор з другом Олександром повертається до Заборська та відвідує свого дядька, скульптора Пашу. Виявляться, і дочка Паші, Лєнка, входить до «Капелли». Його дружина Ольга винить в цьому Пашу, а той виправдовується тим, що не може її виховувати, постійно зайнятий на роботі. Насправді — пиячить з колегами, ведучи пусті розмови на філософські теми. Віктор зустрічає свого знайомого Херца, який пішов до «Капелли». Неохоче він приєднується до «похоронів цноти», що перетворюється в оргію. Там він зустрічає Лєнку, котру силоміць тягне додому. Дорогою їм зустрічаються «Бивні», від яких Віктор відбивається ціпком. Після цього Віктор вирішує самотужки перевчити молодь, поставивши в приклад Пушкіна.
Олександра б'ють «Бивні», та він боїться свідчити проти них. Віктор приходить до «Бивнів» поговорити з ними. Він вражає їх своєю нахабною, і в той же час літературною мовою. Побивши «Бивнів» ціпком знову, він завойовує у них повагу. Він розмірковує про власну обраність і місію відродити Росію. Віктор з Олександром повертаються до «Бивнів» і розповідають, що ті — жертви радянської освіти, але спадок Пушкіна зробить із них еліту. Пушкін постає в їх розмові пророком і месією, вмілим бійцем і борцем за справедливість. «Бивні» вчать манери дворян та вірші, щоб стати як Пушкін. Вони починають носити одяг XIX століття та бакенбарди, що стає їх відмітною ознакою.
Віктор і Олександр вирушають в обком, де реєструють молодіжну організацію «ОСП» (Олександр Сергійович Пушкін). Вони пропонують вигнати «Капеллу» з будинку, де вона проводить оргії, та влада замість цього вирішує знести будинок. На вимогу Віктора прибуває секретар обкому Кирилов, якого він переконує віддати будівлю «ОСП». Пушкінці беруться за ремонт, але їх бентежать постійні згадки Віктором російського народу, бо не всі серед них росіяни. Тоді Віктор оголошує росіянами всіх, хто любить Пушкіна, а хто ні — ворогами російського народу.
«ОСП» оголошує «Ніч довгих ціпків» (див. Ніч довгих ножів), пушкінці влаштовують погром проти «Капелли» та проходять по місту з переможним парадом. Херц тікає з Заборська, обіцяючи помститись. «ОСП» замінює радянські гасла на вулицях на цитати з творів Пушкіна, приймають нових учасників, формують дитячу організацію «Пушкін'югенд» (див. Гітлер'югенд). Містяни славлять Віктора і його прибічників. Сам же він побоюється замаху на себе і оточує найкращими бійцями.
Незабаром пушкінці дізнаються, що в них з'явилися конкуренти — шанувальники Лермонтова «Мцирі». Між ними стається бійка, де пушкінці перемагають. «ОСП» зриває рок-концерт, розганяє виставку молодих художників, виправдовуючи себе тим, що ті не шанують Пушкіна. Віктора викликають в міністерство культури, де сварять за нав'язування своїх поглядів, але все ж просять прикрасити місто до приїзду високопоставлених гостей. Віктор показує як преобразив місто, а колишні члени «Капелли» тепер працюють в кооперативі, під страхом розправи виробляючи сувеніри Пушкінської тематики.
Вночі збирається протест містян проти «ОСП» аби їхньому свавіллю поклали край. Віктор кидає у бій своїх охоронців, Олександр безуспішно намагається завадити кровопролиттю. Кирилов наказує розпустити «ОСП», розгніваний Віктор обіцяє помститись і їде в Москву за підмогою. «ОСП» влаштовує самосуд над журналістом, що погано відгукнувся про Віктора, захоплює потяг. Врешті Віктора і членів «ОСП» арештовують та збривають їм бакенбарди, а їхній будинок зносять. Та невдовзі в Заборську виникає новий молодіжний рух, цього разу — фанатів Маяковського.

## Ролі
- Віктор Сухоруков — Віктор
- Олександр Медведєв — Олександр
- Артур Ваха — Херц
- Олександр Ликов — Штир
- Олена Немченко — тітка Оля
- Владлен Бірюков
- Ольга Алабишева — Лєнка
- Анатолій Журавльов — Толян
- Ольга Самаріна — Валькірія
- Віктор Михайлов — дядько Паша
- Володимир Каліш — секретар обкому Кириллов
- Юрій Цибін — Лічуєв
- Василь Аземша — скульптор
- Валерій Філонов — майор
- Олександр Половцев — лейтенант
- Юрій Мамін — журналіст
- Сергій Селін
- Віктор Меліхов — Вік
- Олександр Анісімов — епізод

## Знімальна група
- Автор сценарію: В'ячеслав Лейкін
- Режисер: Юрій Мамін
- Оператор: Сергій Некрасов
- Композитор: Олексій Залівалов
- Художник: Павло Пархоменко
- Звук: Леонід Гавриченко
- Директор фільму: Дмитро Халютін
- Монтаж: Ейві Шнейдман

## Нагороди
- Приз FIPRESCI — на 38-му МКФ в Сан-Себастьяні (Іспанія), 1990 рік.